# Zhu Shengpeng
Zhu Shengpeng es un deportista chino que compitió en taekwondo. Ganó una medalla de bronce en el Campeonato Asiático de Taekwondo de 2008 en la categoría de –62 kg.

## Palmarés internacional
| Campeonato Asiático | Campeonato Asiático | Campeonato Asiático | Campeonato Asiático |
| Año                 | Lugar               | Medalla             | Categoría           |
| ------------------- | ------------------- | ------------------- | ------------------- |
| 2008                | Luoyang (China)     | Medalla de bronce   | –62 kg              |